# クナンラン・スブラマニアム
クナンラン・スブラマニアム（マレー語: Kunanlan Subramaniam、1986年8月22日 - ）は、マレーシアの元サッカー選手。元マレーシア代表。現役時代のポジションはMFまたはDF。

## クラブ歴
セランゴールFAの下部組織出身で、2006年にヌグリ・スンビランFAに加入した。その快足を活かして相手ディフェンダーを追い越し、攻撃の要となった。
6年間所属したヌグリ・スンビランFAを離れた2013年にはセランゴールFAに移籍した。1月8日のヌグリ・スンビランFA戦で初出場し初得点。その後は第3節のトレンガヌFAからも得点を奪い、2-1で勝利しクラブの勝利に貢献した。2013年3月9日のジョホール・ダルル・タクジムFC戦では前半4分に得点を挙げ、この試合は4-1で勝利した。
2015シーズンよりジョホール・ダルル・タクジムFCに移籍した。

## 代表歴
U-23代表として2009年の東南アジア競技大会に参加し、金メダルを獲得した。
2009年夏にはマンチェスター・ユナイテッドFCと戦っている。
2010年11月にはラジャゴパル・クリシュナサミ監督から2010 AFFスズキカップに挑むマレーシア代表に選出され、この大会でマレーシアは初めての優勝を果たした。
2011年7月にはマレーシアリーグXIとしてアーセナルFC、リヴァプールFCと戦ったものの、ともに敗北した。

## 個人成績
U-23代表での得点一覧
| No | 日附          | 場所                                   | 対戦相手   | 得点 | 結果 | 大会                     |
| -- | ------------- | -------------------------------------- | ---------- | ---- | ---- | ------------------------ |
| 1. | 2009年12月8日 | ヴィエンチャン・アヌウォン・スタジアム | カンボジア | 3–0  | 4–0  | 2009年東南アジア競技大会 |

## タイトル

### クラブ
ヌグリ・スンビランFA
- マレーシアカップ: 2009, 2011
- ピアラFAマレーシア: 2010
- スルタン・ハジ・アフメド・シャー・カップ: 2012

ジョホール・ダルル・タクジムFC
- マレーシア・スーパーリーグ: 2015, 2016, 2017, 2018, 2019, 2020, 2021, 2022, 2023
- スルタン・ハジ・アフメド・シャー・カップ : 2015, 2016, 2018, 2019, 2020, 2021, 2022, 2023
- ピアラFAマレーシア: 2016, 2022, 2023
- マレーシアカップ: 2017, 2019, 2022, 2023
- AFCカップ : 2015

### 代表
- 東南アジア競技大会: 2009
- 東南アジアサッカー選手権: 2010

準優勝: 2014